# Canadese dollar

Koers CAD - EUR.

De Canadese dollar is de munteenheid van Canada. De dollar wordt onderverdeeld in 100 cent. Het muntgeld is beschikbaar in 5, 10, 25, 50 cent en 1 en 2 dollar. Het papiergeld is beschikbaar in 5, 10, 20, 50 en 100 dollar.

## Geschiedenis
In 1867 verenigden de Britse koloniën Nova Scotia, New Brunswick, Ontario en Québec zich tot de Canadese Confederatie. Een van de gevolgen hiervan was dat de diverse valuta's werden samengevoegd tot een enkele Canadese dollar. In april 1871 nam het Canadese parlement de Uniform Currency Act aan en op 1 januari 1858 ging de Canadese dollar officieel van start.
Canada had nog altijd nauwe relaties met het Britse Rijk en daarmee het pond sterling, maar anderzijds was, en is, de Verenigde Staten een belangrijke handelspartner. De Britten werkten met ponden, schillingen en pence en de Amerikanen met een metriek muntstelsel. De startwaarde van de Canadese dollar was 15/73 van het Britse pond en dit impliceerde een waarde van 4,867 Amerikaanse dollar voor een pond. Vanaf 1910 werd de waarde van de Canadese dollar direct uitgedrukt in grammen goud en kreeg hetzelfde gewicht in goud als de Amerikaanse dollar.
In augustus 1914 werd de gouden standaard tijdelijk verlaten en definitief afgeschaft op 10 april 1933. Bij het uitbreken van de Tweede Wereldoorlog werd de wisselkoers ten opzichte van de Amerikaanse dollar vastgesteld op C$ 1,10 = US$ 1,00. Dit werd in 1946 gewijzigd in pariteit, oftewel C$1,00 = US$ 1,00. In 1949 werd het pond gedevalueerd en Canada volgde, waarmee de oude wisselkoersverhouding met de Amerikaanse dollar werd hersteld.
In 1950 besloot Canada de vaste wisselkoersverhouding los te laten en begon de Canadese dollar te zweven. De dollar steeg in waarde en apprecieerde versus de Amerikaanse dollar. Na 1960 daalde de waarde van de Canadese dollar scherp en in 1962 besloot men opnieuw tot een vaste koppeiling met de Amerikaanse dollar, nu met de verhouding C$ 1,00 = US$ 0,925. Dit duurde tot 1970 en sindsdien fluctueert de waarde van de munt.

## Bankbiljetten
| Serie 2001 ("Canadian Journey") | Serie 2001 ("Canadian Journey") | Serie 2001 ("Canadian Journey") | Serie 2001 ("Canadian Journey") | Serie 2001 ("Canadian Journey") | Serie 2001 ("Canadian Journey")                                                                            |
| Afbeelding                      | Afbeelding                      | Waarde                          | Jaartal                         | Voorzijde                       | Achterzijde                                                                                                |
| ------------------------------- | ------------------------------- | ------------------------------- | ------------------------------- | ------------------------------- | --- |
|                                 |                                 | 5 dollar                        | 2001                            | Wilfrid Laurier                 | Wintersport                                                                                                |
|                                 |                                 | 10 dollar                       | 2001                            | John Macdonald                  | Veteraan; VN-vredesmacht;                                                                                  |
|                                 |                                 | 20 dollar                       | 2004                            | Elizabeth II                    | Inheems kunstwerk van Bill Reid                                                                            |
|                                 |                                 | 50 dollar                       | 2004                            | William Lyon Mackenzie King     | "The famous five"; Thérèse Casgrain; Korte passage uit de Universele Verklaring van de Rechten van de Mens |
|                                 |                                 | 100 dollar                      | 2003                            | Robert Laird Borden             | Historische en moderne kaart van Canada                                                                    |

| Serie 2011 ("Frontier") | Serie 2011 ("Frontier") | Serie 2011 ("Frontier") | Serie 2011 ("Frontier") | Serie 2011 ("Frontier")     | Serie 2011 ("Frontier")         |
| Afbeelding              | Afbeelding              | Waarde                  | Jaartal                 | Voorzijde                   | Achterzijde                     |
| ----------------------- | ----------------------- | ----------------------- | ----------------------- | --------------------------- | ------------------------------- |
|                         |                         | 5 dollar                | 2013                    | Wilfrid Laurier             | Canadarm2 en Dextre             |
|                         |                         | 10 dollar               | 2013                    | John Macdonald              | VIA Rail trein                  |
|                         |                         | 20 dollar               | 2012                    | Elizabeth II                | Canadian National Vimy Memorial |
|                         |                         | 50 dollar               | 2012                    | William Lyon Mackenzie King | IJsbreker CCGS Amundsen         |
|                         |                         | 100 dollar              | 2011                    | Robert Laird Borden         | Innovatie in medisch onderzoek  |

De brailletekens op Canadese bankbiljetten

Op twee laatst uitgegeven series van bankbiljetten (de Canadian Journey Series en de Frontier Series) staan speciale brailletekens. Het zijn geen gewone braillegetallen - aangezien die te kwetsbaar werden geacht - maar series van zes of geen stippen (zie afbeelding). De tekens representeren de waarde van de biljetten en staan in de rechterbovenhoek op de voorkant van het biljet, in de vorm van verhoogde stippen.

## Wisselkoers
In de tabel hieronder staan de gemiddelde wisselkoersen per jaar van de Canadese dollar vanaf 2020.
| Jaar | Amerikaanse dollar | euro   |
| ---- | ------------------ | ------ |
| 2020 | 1,3415             | 1,5298 |
| 2021 | 1,2535             | 1,4828 |
| 2022 | 1,3013             | 1,3696 |
| 2023 | 1,3497             | 1,4597 |
| 2024 | 1,3698             | 1,4818 |

## Trivia
- De bijnaam van de 1 dollarmunt is loonie, genoemd naar de ijsduiker (in Noord-Amerika "Common loon" genoemd) die op de munt staat.
- Toen er later ook een 2 dollarmunt kwam, werd die toonie genoemd.
- Tot vrijdag 4 februari 2013 bestond er ook een munt van 1 dollarcent. Vanaf deze datum worden alle bedragen afgerond.[5]